# Terror Roig (Rússia)

El terme Terror Roig ha estat utilitzat en diferents períodes històrics de conflicte civil per les forces contra-revolucionàries per descriure la violència i repressió exercida pels revolucionaris. En el cas de Rússia s'oposa al Terror Blanc, la violència organitzada i assassinats massius efectuats per l'Exèrcit Blanc durant la Guerra Civil Russa (1917-1923). Originalment el terme descrigué el període de sis setmanes d'estiu de 1794, durant la revolució francesa, que acabà amb l'execució de Robespierre el 28 de juliol, en el context del conflictiu i violent període anomenat Regnat del Terror.

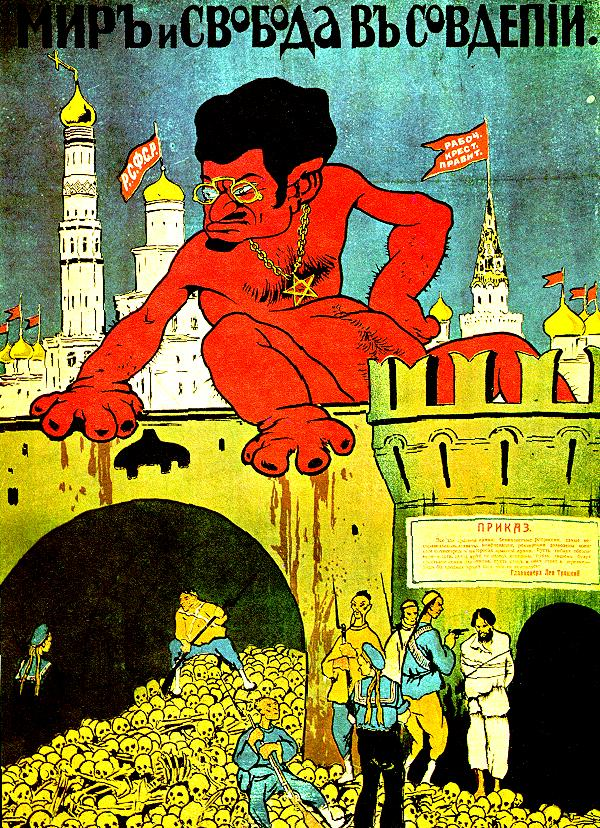
Cartell de propaganda de l'exèrcit blanc contra el suposat "Terror Roig" dels bolxevics on els conservadors i monàrquics dibuixen Trotsky com un dimoni i els guàrdies rojos amb trets orientals. El cartell mostra el caràcter racista i antisemita de la propaganda antisoviètica dels blancs.

A Russia, l'anomenat Terror Roig (en rus: красный террор) a Rússia fou el terme amb què es conegué el conjunt de mesures punitives que van portar a terme els bolxevics durant la Guerra Civil Russa (1917-1923) contra els enemics i aquells que van ser acusats d'activitats contra- revolucionàries. Va ser part de la política d'estat repressiva del govern bolxevic, aplicada sota el decret de setembre de 1918 en resposta a les agressions i campanya de sabotatges i atemptats de les forces blanques contra la revolució, l'anomenat Terror Blanc.
Posteriorment el terme "terror roig" ha estat definit per alguns historiadors incloent totes les polítiques repressores del Govern Soviètic des d'octubre de 1917. Segons aquesta definició, sostionguda des de la propaganda dels Exèrcits blancs i posteriorment tota la propaganda antisoviètica, el Terror Roig seria una continuació lògica de la Revolució d'Octubre, i tendeixen a justificar el Terror Blanc exercit per part de les forces tsaristes i conservadores com inevitable, defineixen el Terror Roig com una política que suposadament anava en contra de tota la societat, ignorant la violència i matances dels blancs contra la població russa i la revolució Altres descriuen el Terror Roig en termes més rigorosos com el darrer recurs i una mesura forçosa, una mesura de protecció i resposta contra el Terror Blanc, d'acord amb el decret SNK RSFSR de 5 de setembre de 1918, si bé hi ha consens en que va comportar també excessos i abusos repressius.
Per extensió, l'expressió "Terror roig" ha estat utilitzat en altres llocs amb finalitats semblants de propaganda contra els adversaris comunistes i socialistes en guerres civils, és el cas dels franquistes espanyols per referir-se a la segona república a Espanya durant la guerra civil, contra les forces socialistes en la Guerra civil de Finlàndia, etc,